# Un toc de canyella
Un toc de canyella (títol original: Πολίτικη κουζίνα, Politiki kouzina) és una pel·lícula greco-turca dirigida per Tassos Bulmetis, estrenada l'any 2003. Ha estat doblada al català.

## Argument
Professor de astrofísica a Atenes, Fanis ha de marxar un any a Berkeley. Però just abans el dia de la sortida, el seu amic el doctor Thrasyvoulos li anuncia l'arribada del seu avi Vasilis, que no ha vist des de fa molt de temps. Mentre que Fanis s'afanya a rebre'l, el seu avi sucumbeix a una crisi cardíaca. Fanis rememora la seva infantesa a Istanbul amb el seu avi, que li ha ensenyat el secret dels condiments.

## Repartiment
- Georges Corraface: Fanis Iakovidis
- Ieroklis Michaelidis: Sawas Iakovidis
- Renia Louizidou: Soultana Iakovidou
- Tamer Karadağlı: Mustafa
- Başak Köklükaya: Saime
- Tassos Bandis: Avi Vasilis
- Stelios Mainas: Oncle Aimilios
- Odysseas Papaspiliopoulos: Fanis amb 18 anys
- Markos Osse: Fanis amb 8 anys
- Thodoros Exarhos: Thrasyvoulos
- Athinodoros Prousalis: Iordanis
- Kakia Panagiotou: Tia Elpiniki
- Dina Mihailidou: Dorothea
- Thémis Pánou: Osman Beis
- Gözde Akyildiz: Saime amb 5 anys